# Гончаренко, Любовь Ивановна
Любо́вь Ива́новна Гончаре́нко (девичья фамилия Соловова; род. 1957) — российский учёный, доктор экономических наук, профессор..

## Биография
Родилась 18 октября 1957 года в селе Муравянка Рязанской области. В 1969 году отца, работавшего строителем, перевели в Москву, куда переехала вся семья.
В 1975 году, после окончания средней школы, поступила и в 1980 году окончила с отличием финансово-экономический факультет Московского финансового института (МФИ, ныне Финансовый университет при Правительстве РФ) по специальности «Финансы и кредит». На пятом курсе обучения была Ленинским стипендиатом. В 1983 году окончила аспирантуру Московского финансового института и защитила кандидатскую диссертацию на тему "Внутриотраслевое финансовое регулирование". В 2009 году защитила докторскую диссертацию на тему "Методология налогообложения и налогового администрирования коммерческих банков России".
В МФИ работает с 1983 года. С 1983 по 1994 год – ассистент, старший преподаватель, доцент кафедры «Финансы». С 1994 по 2004 год – доцент, профессор, заместитель заведующего кафедрой «Налоги и налогообложение» Финансовой академии при Правительстве РФ. С апреля 2004 года и по настоящее время – заведующая кафедрой «Налоги и налогообложение» Финансового университета при Правительстве РФ. Проректор по магистратуре и аспирантуре университета, руководитель департамента налоговой политики и таможенно-тарифного регулирования. Много лет возглавляла УМО по специальности «Налоги и налогообложение».
В 2011-2012 годах занимала должность проректора по учебной работе Финансового университета при Правительстве Российской Федерации, и.о. ректора Всероссийской государственной налоговой академии Министерства финансов Российской Федерации (ВГНА, присоединена к Финансовому университету в 2012 году). С ноября 2012 года является проректором по магистерской подготовке Финансового университета при Правительстве РФ.
Л. И. Гончаренко  является автором более 350 работ, главный редактор журнала «Экономика. Налоги. Право». Автор ряда экспертных заключений и аналитических записок в Правительство Российской Федерации, Совет Федерации Федерального собрания Российской Федерации и Государственную думу РФ.

## Заслуги
- Имеет почетные звания «Заслуженный экономист Российской Федерации» и «Заслуженный работник высшей школы Российской Федерации» (2012), а также нагрудные знаки «Почётный работник высшего профессионального образования Российской Федерации» (2004), «Почетный работник Финансовой академии» (2009) и «Почетный работник Финансового университета» (2014).
- Удостоена Почетной грамоты ФНС России (За многолетний и плодотворный вклад в подготовку высококвалифицированных специалистов в области налоговых отношений и в связи с 95-летием со дня основания Финансового университета при Правительстве Российской Федерации) и ряда благодарностей Финансового университета.